# Sân bay Chu San Phổ Đà Sơn
Sân bay Chu San Phổ Đà Sơn (Tiếng Trung: 舟山普陀山机场) (IATA: HSN, ICAO: ZSZS) là một sân bay nằm trên đảo Chu Gia Chiêm ở Chu San, Chiết Giang, Trung quốc.
Tháng 3 năm 1988, Hội đồng Nhà nước Trung Quốc, Ủy ban quân sự Trung ương và chính quyền thành phố Chu San quyết định xây dựng sân bay dân sự trên đảo Chu Gia Chiêm và đặt tên là sân bay Chu San Chu Gia Chiêm. Việc xây dựng sân bay được tiến hành theo một thỏa thuận ký ở Chu San ngày 19 tháng 5 năm 1994 giữa Cục Xây dựng hàng không dân dụng Chu Sơn và chính quyền tỉnh Chiết Giang với Công ty phát triển Thái Bình Dương. Sân bay được khởi công xây dựng vào tháng 1 năm 1995, và hoàn thành vào cuối tháng 3 năm 2017, với tổng vốn đầu tư khoảng 380 triệu Nhân dân tệ. Ngày 28 tháng 7 năm 1994, Sân bay chính thức khai trương với hai tuyến bay đến Thượng Hải và Hạ Môn. Sân bay có diện tích khoảng 3004 hecta, cao 1,8 mét so với mực nước biển, có chiều dài đường băng 2.500 mét, tổng diện tích 52.000 mét vuông trong đó có 6.400 mét vuông diện tích bãi đỗ.
Vào tháng 4 năm 1998, sân bay đã chính thức đổi tên thành Sân bay Chu San Phổ Đà Sơn, vào tháng 7 năm 1998 được nâng cấp lên từ sân bay hạng 3C thành 4C và từ tháng 12 năm 1999 được thăng cấp lên sân bay hạng 4D (theo tiêu chuẩn của ICAO).
Sân bay cách thành phố Hàng Châu 260 km theo đường cao tốc quốc lộ 92 qua thành phố Ninh Ba, Chu San, sau đó qua phà Chu Gia Chiêm để đến Phổ Đà Sơn. Đây là một hòn đảo nhỏ có diện tích 13 km2, được mệnh danh là “Hải Thiên Phật Quốc, Nam Hải Thánh Cảnh” (Biển trời nước Phật, thắng cảnh biển Nam), tọa lạc tại cửa khẩu của sông Tiền Đường, nơi cao nhất là Phật Đỉnh Sơn cách mực nước biển 282 m.
Vào tháng 11 năm 2012, Cục Quản lý hàng không dân dụng Trung Quốc  đã chấp thuận "Kế hoạch nâng cấp Tổng thể Sân bay Cu San Phổ Đà Sơn". Theo kế hoạch, Sân bay sẽ là sân bay tiêu chuẩn 4D, phù hợp cho các máy bay như Boeing 767, Airbus 300 và máy bay lớn khác cất cánh và hạ cánh.
Đến ngày 02 tháng 12 năm 2014, sân bay Phổ Đà sơn đón lưu lượng hành khách vượt quá 500 nghìn người, đứng vào hàng ngũ các Sân bay dân dụng cỡ vừa. Tính đến tháng 11 năm 2014, Sân bay đã khai thác các chuyến bay đến 11 thành phố với 12 hãng hàng không phục vụ.
Năm 2015, sân bay đón 650 nghìn lượt khách và thông qua hơn 300 tấn hàng hóa. Sân bay chủ yếu phục vụ khách du lịch đến Phổ Đà Sơn - một trong tứ đại danh sơn Phật giáo ở Trung Quốc, gồm Ngũ Đài Sơn (Sơn Tây), Nga My Sơn (Tứ Xuyên) và Cửu Hoa Sơn (An Huy).
Trong tương lai gần, đến năm 2020, lượng hành khách hàng phục vụ hàng năm là 2 triệu hành khách và hàng hoá thông qua là 10.000 tấn với khoảng 25.419 chuyến bay mỗi năm, và diện tích xây dựng nhà ga là 3.000 mét vuông và có khả năng đáp ứng 12 máy bay cùng lúc. Trước năm 2040, lượng hành hành khách phục vụ hàng năm là 5 triệu hành khách, hàng hóa thông qua 28.000 tấn, nâng diện tích quy hoạch lên 56.692 mét vuông, với khu vực đường lăn và bãi đỗ rộng 52.500 mét vuông, đáp ứng được việc phục vụ 22 máy bay cùng lúc.

## Hãng hàng không và các điểm đến
Các hãng hàng không sau có các chuyến bay định kỳ đến và đi sân bay Chu San Phổ Đà Sơn:
| Hãng hàng không         | Các điểm đến                          |
| ----------------------- | ------------------------------------- |
| China Eastern Airlines  | Yết Dương, Thượng Hải - Phố Đông      |
| China Express Airlines  | Trùng Khánh, Phụ Dương                |
| China Southern Airlines | Liên Vân Cảng, Thâm Quyến             |
| China United Airlines   | Bắc Kinh (Nam Viện), Phật Sơn         |
| Fuzhou Airlines         | Phúc Châu, Thiên Tân                  |
| Joy Air                 | Hợp Phì, Trịnh Châu                   |
| Shandong Airlines       | Tế Nam, Thanh Đảo, Tuyền Châu, Hạ Môn |
| Shenzhen Airlines       | Quảng Châu, Tuyền Châu                |
| Xiamen Airlines         | Bắc Kinh, Tuyền Châu, Hạ Môn          |